# Declaració d'emergència (pel·lícula)
Declaració d'emergència (títol original en coreà, ^비상_선언; romanització revisada, Bisang seoneon) és una pel·lícula de catàstrofes sud-coreana del 2021 escrita i dirigida per Han Jae-rim, i protagonitzada per Song Kang-ho, Lee Byung-hun, Jeon Do-yeon, Kim Nam-gil, Im Si-wan, Kim So-jin i Park Hae-joon. El rodatge es va reprendre el 12 de setembre de 2020, després d'un ajornament a causa del rebrot de la COVID-19 l'agost de 2020, i va finalitzar el 24 d'octubre de 2020. S'ha doblat i subtitulat al català.
La pel·lícula es va estrenar fora de competició al 74è Festival de Cinema de Canes el 16 de juliol de 2021 abans d'arribar als cinemes de Corea del Sud el 3 d'agost de 2022. Es va projectar en diversos formats, incloent-hi una pantalla 4DX que combinava 4DX i ScreenX, a més d'IMAX.